# 鲁国公主 (宋仁宗)
鲁国公主（？—1044年），名赵懿安，為北宋第四代皇帝宋仁宗的皇女，母馮賢妃。
慶曆四年（1044年）五月賜號崇因保佑大師，名懿安。是月薨逝，追封隋國公主。嘉祐四年（1059年）十二月，追封吳國公主。治平元年（1064年）六月，追封燕國長公主。宋徽宗即位后，于元符三年（1100年）三月，追封她为鲁国大長公主。后改公主为帝姬，政和四年（1114年）十二月，改封莊夷大長帝姬。